# Sportanlage Allmend Brunau
Die Sportanlage Allmend Brunau ist ein Sportzentrum im Stadtkreis Wiedikon der Schweizer Stadt Zürich. Die Rasensportanlage besteht aus einem Fussballstadion mit 2'030 Plätzen (davon 30 Sitzplätze) und umfasst zehn Rasensportplätze, davon acht mit Naturrasen und zwei mit Kunstrasen.
Auf den Anlagen trainieren rund 65 Fussballvereine mit über 500 Teams, dazu die Rugby-Clubs GC Zürich Rugby, Rugby Union Zürich und RC Würenlos sowie Vereine aus weiteren Sportarten wie Hornussen. Der Platz 1 ist tauglich für die Fussball-1.-Liga.
Von 2005 bis 2021 benutzte der FC Zürich die Sportanlage Allmend Brunau als Trainingszentrum.
Die Allmend Brunau ist ein bei der Bevölkerung sehr beliebter Naherholungsraum mit Picknick- und Grillplätzen, Weihern und Erholungswiesen. Bis zur Erstellung des Waffenplatzes Reppischtal 1987 diente sie der Armee als Truppenausbildungs- und Schiessplatz, dann übergab sie der Bund der Stadt Zürich, die die Sportanlage Allmend Brunau baute und 1990 eröffnete. Der Teil I hingegen diente von 1995 bis 2010 noch als grosser Bauinstallationsplatz für den Doppelspurausbau Zürich–Thalwil und den Autobahntunnel durch den Uetliberg. Am 8. Mai 2010 wurde der renaturierte Teil I mit einem Fest wiedereröffnet.